# Buda (Texas)
Buda és una població dels Estats Units a l'estat de Texas. Segons el cens del 2020 tenia 15.108 habitants.

## Demografia
Segons el cens del 2000, Buda tenia 2.404 habitants, 866 habitatges, i 685 famílies. La densitat de població era de 385,1 habitants/km².
Dels 866 habitatges en un 44,7% hi vivien nens de menys de 18 anys, en un 65,5% hi vivien parelles casades, en un 10,9% dones solteres, i en un 20,8% no eren unitats familiars. En el 17,1% dels habitatges hi vivien persones soles el 7,5% de les quals corresponia a persones de 65 anys o més que vivien soles. El nombre mitjà de persones vivint en cada habitatge era de 2,78 i el nombre mitjà de persones que vivien en cada família era de 3,13.
Per edats la població es repartia de la següent manera: un 29,7% tenia menys de 18 anys, un 6,4% entre 18 i 24, un 36,7% entre 25 i 44, un 19,7% de 45 a 60 i un 7,4% 65 anys o més.
L'edat mediana era de 32 anys. Per cada 100 dones de 18 o més anys hi havia 90,3 homes.
La renda mediana per habitatge era de 54.135$ i la renda mediana per família de 57.321$. Els homes tenien una renda mediana de 37.398$ mentre que les dones 30.064$. La renda per capita de la població era de 22.167$. Aproximadament el 3,3% de les famílies i el 3,7% de la població estaven per davall del llindar de pobresa.

## Poblacions més properes
El següent diagrama mostra les poblacions més properes.